# عبد الكريم خان
عبد الكريم خان كان حاكم خانات يرقند في ما يعرف الآن بشمال غرب الصين (تركستان الشرقية) بين عامي 1560 و1591. وكان الابن الثاني لعبد الرشيد خان. خلال فترة حكمه، فقد السيطرة على عدد من الواحات وقام فقط بدور الحاكم الصوري الفخري.
كان عبد الكريم خان من نسل أول مغول خان تغلق تيمور (1347-1363). تولى السلطة في عام 1560. وأصبح الخان باعتباره الابن الأكبر في الأسرة بعد وفاة والده عبد الرشيد خان.
قسم عبد الكريم خان بين إخوتهُ كل القوات والذهب الذي ورثه عن والده وزاد أعداد القوات بعد محاولة أمراء برلاس الفاشلة لاستبداله بشقيقه صوفي سلطان الذي حكم كاشغر. طرد من حكم يرقند كل من، محمود برلاس، وأمير خوتان، أحمد برلاس، وفرق 3000 جندي. أرسل شقيقه عبد الكريم سلطان ليحكم تشاليش وتوربان، حيث كان منصب «الخان الصغير» (على عكس «خان العظيم» الذي حكم من يرقند) شاغراً بعد وفاة شاه خان، ابن منصور خان، عام 1570 في معركة مع الالقلميق.
كان عهد عبد الكريم خان هادئًا بشكل عام بفضل غياب الحروب والمجاعة. كتب مؤرخ بلخ المعاصر محمود بن فالي في عام 1644 في كتابه «بحر الأسرار» أن: السلام والهدوء والأمن العام لشعب الأويغور كان شائع جدًا في عهد عبد الكريم خان لدرجة أنه حسدتهم الدول المجاورة.
في عهد عبد الكريم خان، جاء خوجة إسحاق والي، الابن الرابع لشيخ النقشبندي محدوم عزام ومؤسس الطريقة الصوفية، الإسحاقية، التي عُرف تلاميذها فيما بعد باسم الكاراتاغليك أو متسلقو الجبال السوداء، إلى يرقند بدعوة من خان. لم يكن قادرًا على جذب عبد الكريم خان إلى طائفته، ولكن سُمح له بالقيام بعمله التبشيري بين سكان خانات يرقند، حيث كسب 40.000 من الأتباع مع 164 معلمًا لطائفته. تمكن خوجة إسحاق والي من اجتذاب الأخ الأصغر لعبد الكريم خان محمد سلطان إلى طائفته، الذي أصبح الخان عام 1591. توفي خوجة إسحاق والي عام 1599.
توفي عبد الكريم خان عام 1591 وخلفه أخوه محمد سلطان.